# Nestroy Kizito
Joseph Nestroy Kizito (ur. 27 lipca 1982 w Kampali) – ugandyjski piłkarz grający na pozycji obrońcy.
W latach 2001–2004 był zawodnikiem Villa Kampala. Następnie w 2004 roku trafił do klubu FK Srem Sremska Mitrovica. W 2005 roku został piłkarzem Vojvodiny Nowy Sad. W 2010 roku przeszedł za darmo do Partizana Belgrad, w którym spędził rok. W latach 2012–2015 grał w SC Victoria University, a w latach 2015-2017 w Lweza FC.